# Setge d'Oreoi
El setge d'Oreoi, del 15 d'agost al 20 d'octubre de 1351 fou una de les batalles de la guerra veneciano-genovesa.

## Antecedents
Des de 1348 la República de Gènova estava en guerra amb l'emperador romà d'Orient Joan VI Cantacuzè a Gàlata i Quios, i el 1350 es va trobar en guerra amb la República de Venècia, que tracten d'eliminar l'activitat mercantil de Gènova a la Mediterrània oriental. Com Gènova havia ajudat els adversaris de la Corona d'Aragó a Sardenya, Pere el Cerimoniós va entrar a la guerra del costat de Venècia i de l'Imperi Romà d'Orient. Gènova es va veure forçada a una aliança amb l'Imperi Otomà i fins i tot van assaltar Constantinoble.
Pere el Cerimoniós va nomenar capità de l'estol, de trenta galeres a Ponç de Santa Pau el març de 1351. L'armada catalana va sortir de Maó el mes d'octubre i es va dirigir, fent escala a Càller, a Messina, on es van unir vint galeres venecianes capitanejades per Panerazio Giustinian, i ja de camí a Constantinoble s'hi van unir catorze galeres venecianes més i quatre valencianes capitanejades per Bernat de Ripoll.

## El setge
Una armada genovesa de seixanta-dos vaixells sota el comandament de Paganino Doria navegava en la mar Egea poc després del saqueig de Pera i va assetjar la fortalesa veneciana d'Oreoi on s'allotjava Nicolau Pisani. Un cos de tres-cents cavallers i un gran contingent d'infanteria va ser enviat des del Ducat d'Atenes socórrer els venecians. El setge va durar des del 15 d'agost fins al 20 d'octubre de 1351, quan Doria es va veure obligat a aixecar el setge per l'arribada d'una flota dirigida pel català Ponç de Santa Pau i de l'assistència rebuda de la guarnició de Venècia.

## Conseqüències
Pteleum va ser devastada i saquejada i tot l'arxipèlag va patir una onada de pirateria genovès, fins que ambdós estols foren destruïts a la batalla naval del Bòsfor el 13 de febrer de 1352.